# Голосків (Кам'янець-Подільський район)
Голо́сків — село в Україні, у Гуменецькій сільській територіальній громаді Кам'янець-Подільського району Хмельницької області.

## Назва
Можливе походження назви села «Голосків» походить від слів «голі скелі». Село з обох боків затиснуте скелястими берегами річки Смотрич, позбавлених рослинності.

## Географія
Подільське село Голосків розташоване в південно-західній частині України, за 7 кілометрів від Кам'янця-Подільського на річці Смотрич. На північній околиці села річка Безіменна впадає у річку Смотрич.

### Клімат
Голосків знаходяться в межах вологого континентального клімату із теплим літом, але діяльність людини призводить до поганих змін та глобального потепління.

## Історія
У селі виявлено знаряддя праці трипільської культури та поховання доби ранньої бронзи (III тисячоліття до н. е.).
Перша згадка — 1460 р. в списку сіл, з яких король Казимир Ягелончик дозволив кам'янецьким єпископам брати десятину.
В 1553 р. Івану Свірчу, й сину його Івану, Сигізмунд II Август надав Голосків в пожиттєве користування.
1615 р. Голосків розділився на Старий та Новий, орендарем став Краушовський з дружиною Урсулою з Свірзьких. 1627 р. володар Броніслав Грушецький (войський і ловчий чернігівський, чашник галицький; помер 1673 р.); 1629 р. за його сприяння було збудовано оборонний замок, кам'яну фортецю, для оборони перед татарськими та волоськими наїздами.
В 1793 р. власник Аркадій Морков, на межі ХІХ-ХХ століть його онук — Микола Володимирович Римський-Корсаков (1825—1900).
Перші відомості про храм Різдва в Голоскові — 1741 рік, церква була дерев'яна однокупольна під гонтом. 1768 році звели муровану церкву за сприяння священника Олексія Сімашкевича на місці попередниці. Цей храм зруйнували, коли 1882 року збудували трикупольну споруду в російському стилі.
Внаслідок поразки визвольних змагань на початку XX століття(1919р), село надовго окуповане більшовицькими загарбниками.
Радянська окупація принесла колективізацію та розкуркулення, мешканці села зазнали репресій.
В 1932–1933 селяни села пережили сталінський геноцид. Ті жахливі часи описують дитячі спогади жителя села Омеляна Корби:
| | \| «Люди помирали просто на дорозі, під муром, в хаті на ліжку, на полу. В селі голодували всі. Ми їли шкульки, їх доставали руками з річки, їли мерзлу і гнилу картоплю, бураки, гарбузи на дечці підсмажували і їли напівсирі. Збирали в лісі зелені сливки, лободу, пекучу кропиву, з акації цвіт, з вишень листя. Їли воронячі яйця, горобців, ворони, дикі голуби». \| |
| «Люди помирали просто на дорозі, під муром, в хаті на ліжку, на полу. В селі голодували всі. Ми їли шкульки, їх доставали руками з річки, їли мерзлу і гнилу картоплю, бураки, гарбузи на дечці підсмажували і їли напівсирі. Збирали в лісі зелені сливки, лободу, пекучу кропиву, з акації цвіт, з вишень листя. Їли воронячі яйця, горобців, ворони, дикі голуби». | |

Після завершення Другої світової війни у 1946—1947 роках село вчергове пережило голодомор.
Сучасний Голосків — це село, яке утворилося внаслідок злиття, відповідно до ухвали облвиконкому від 12 січня 1967 р., трьох сусідніх сіл на річці Смотрич: Голоскова, Кептенців та Цівківців.
З 1991 року в складі незалежної України.
13 серпня 2015 року внаслідок об'єднання сільських рад село ввійшло до складу Гуменецької сільської громади.

## Населення
Згідно з переписом УРСР 1989 року чисельність наявного населення села становила 1689 осіб, з яких 758 чоловіків та 931 жінка.
За переписом населення України 2001 року в селі мешкало 1627 осіб.
Населення у 2015 році становить 1419 осіб, населення села скоротилось на 12,78 % порівняно зі 2001 роком та на 15,98 % зі 1989 роком.

### Мова
У селі поширені західноподільська говірка та південноподільська говірка, що відносяться до подільського говору, який належить до південно-західного наріччя.
Розподіл населення за рідною мовою за даними перепису 2001 року:
| Мова       | Відсоток |
| ---------- | -------- |
| українська | 99,40 %  |
| російська  | 0,60 %   |

## Відомі люди

### Народилися
- Ківерчук Юрій Петрович (1884—1968) — підполковник Армії УНР, організатор партизанського загону імені Кармелюка на Поділлі, в еміграції — полковник.
- Ремішевський Віталій Валентинович (1974—2015) — солдат Збройних сил України, учасник російсько-української війни.
- Хім'як В'ячеслав Антонович (1949 р.н.) — український актор, режисер, педагог, професор, народний артист України.

## Охорона природи
Село лежить у межах національного природного парку «Подільські Товтри».

## Галерея

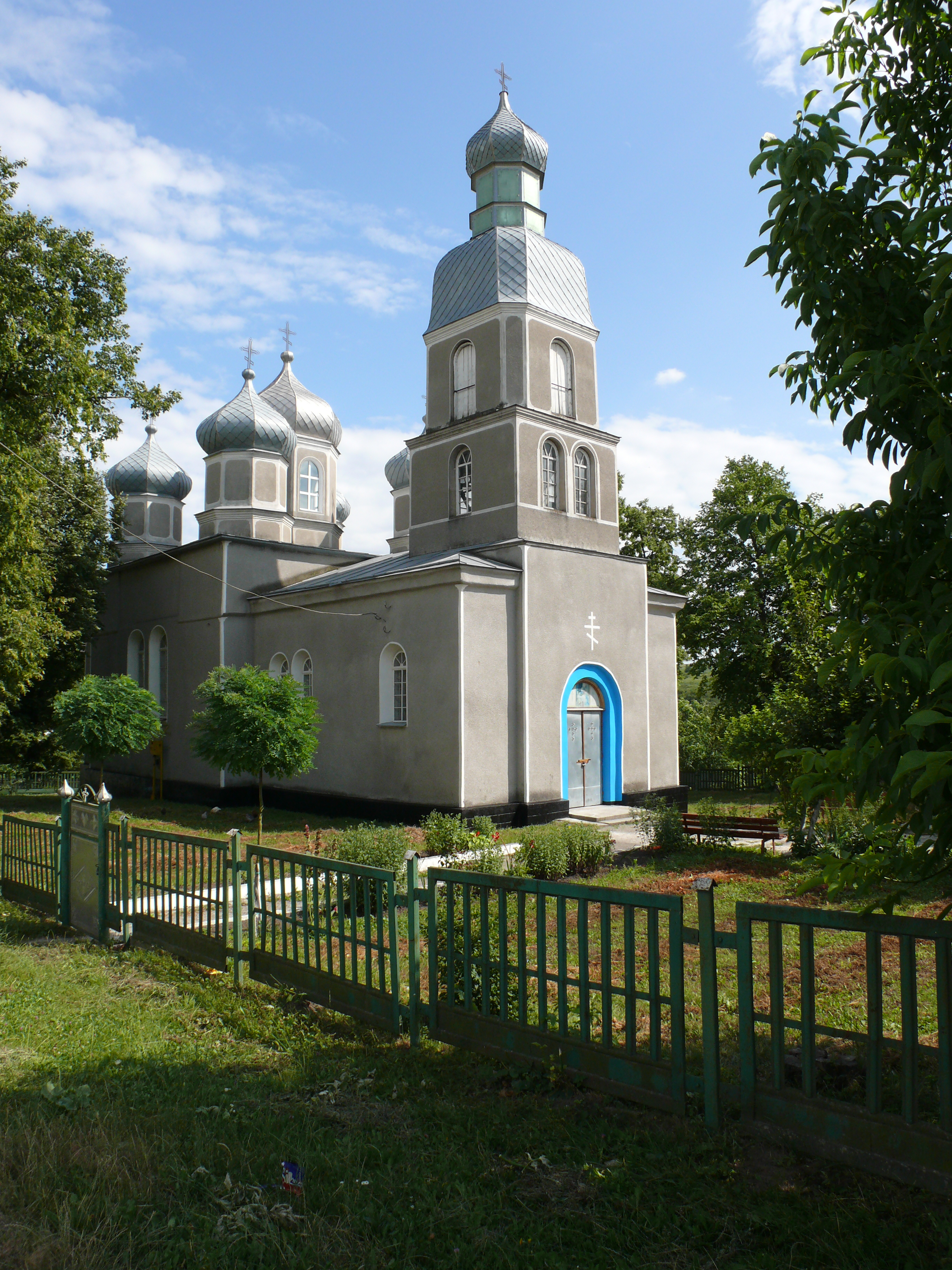
Голосків церква
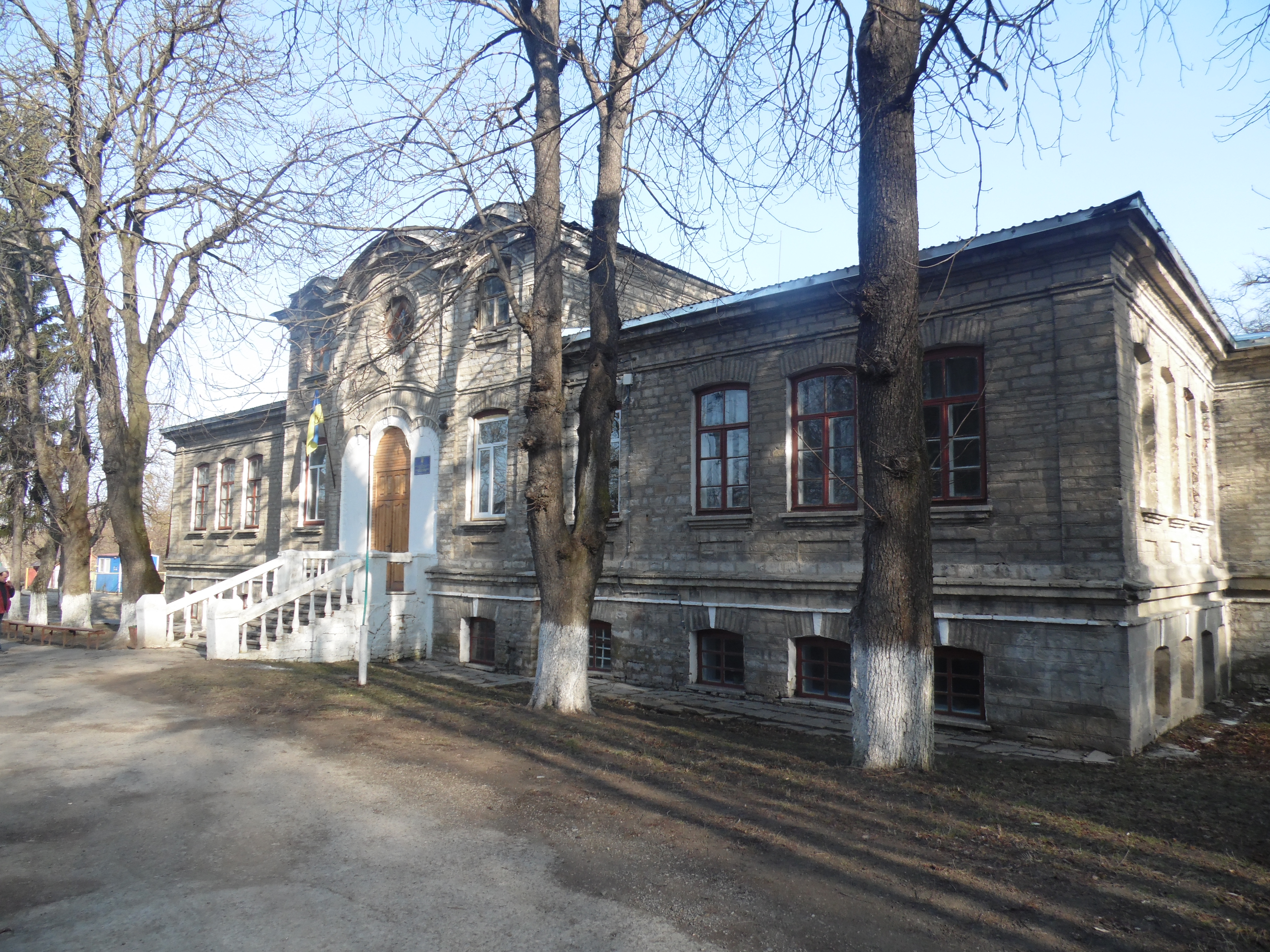
Панський маєток. В ньому розташована школа.
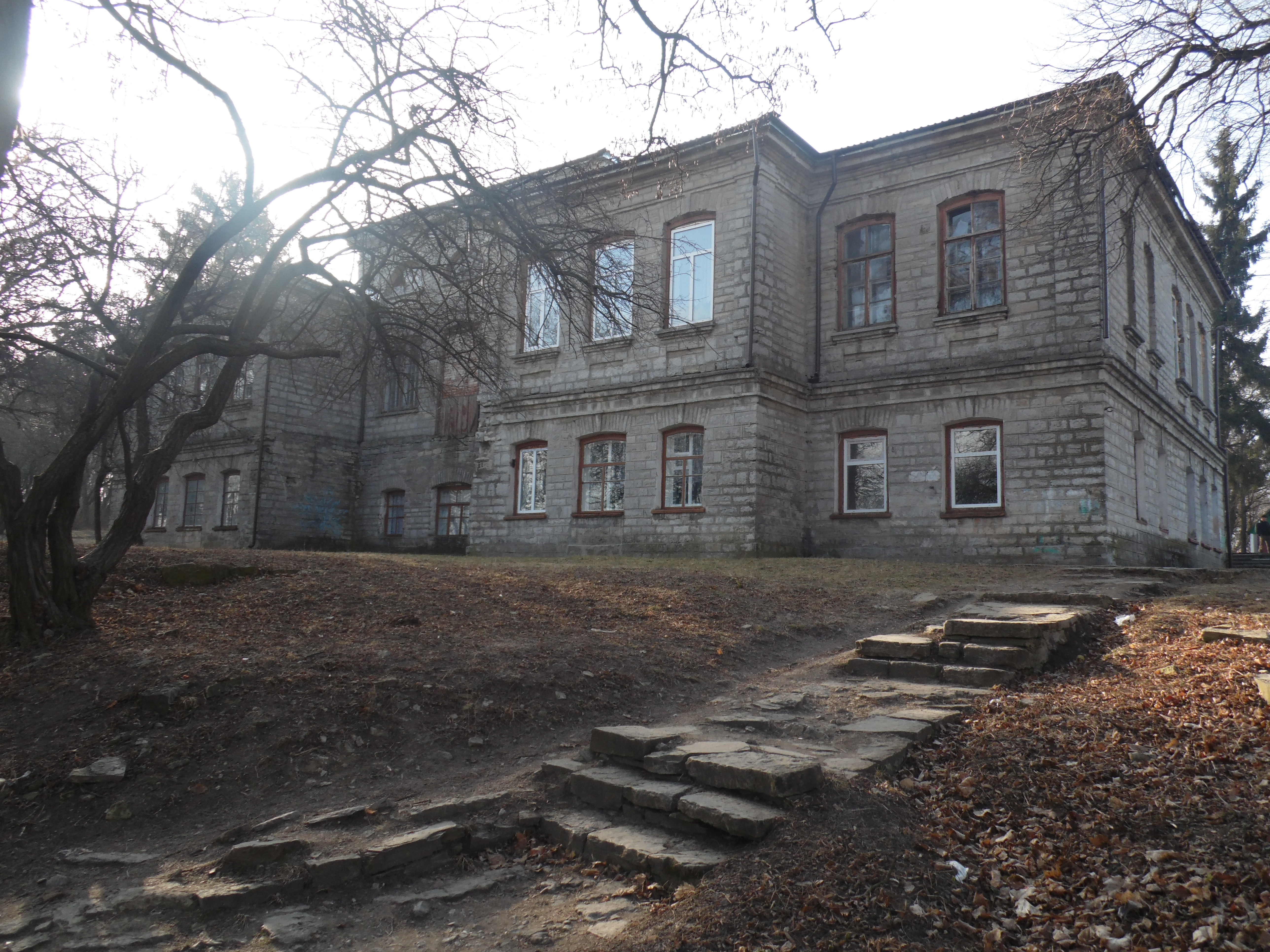
Панський маєток.
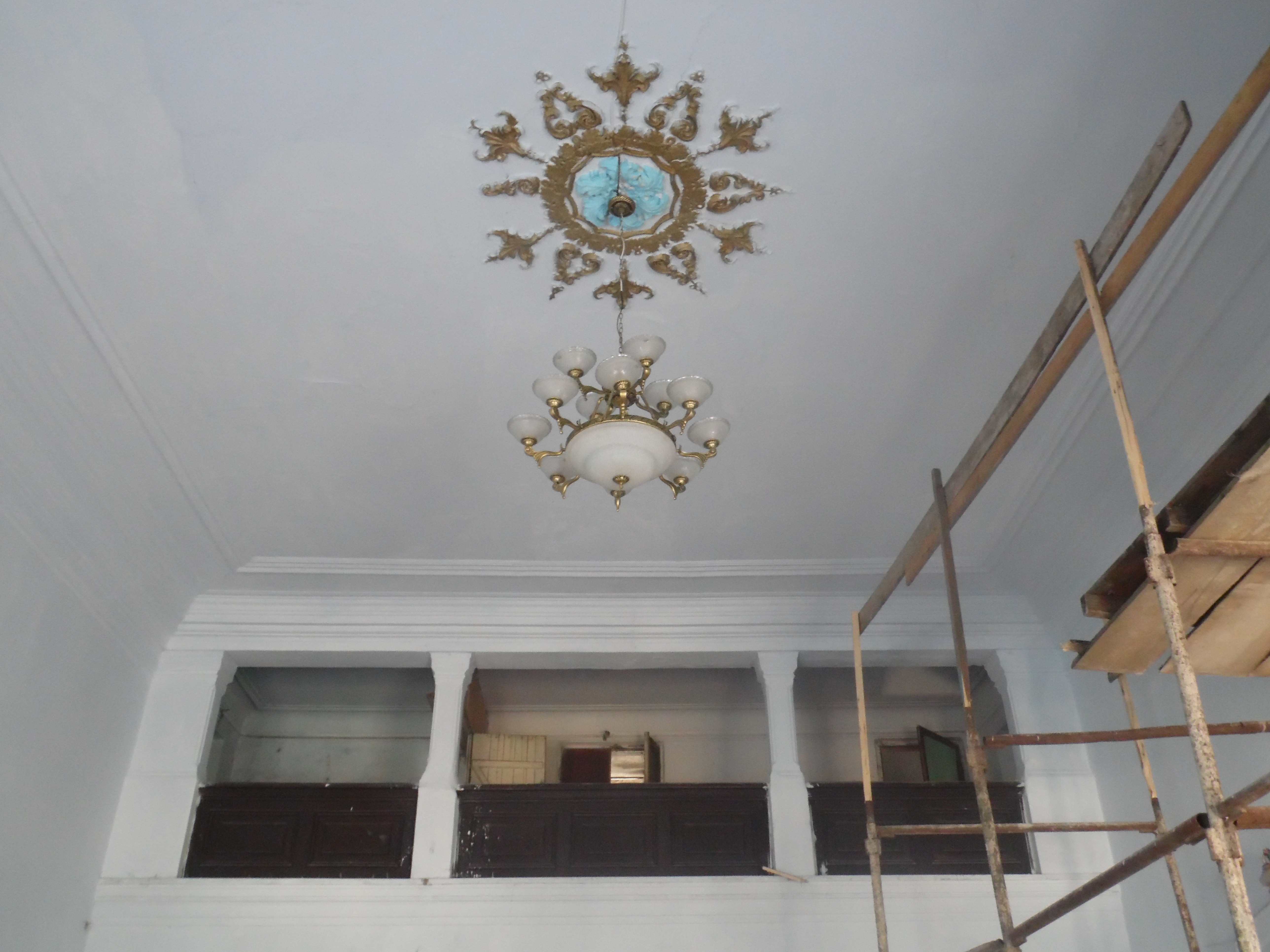
Люстра, панський маєток.
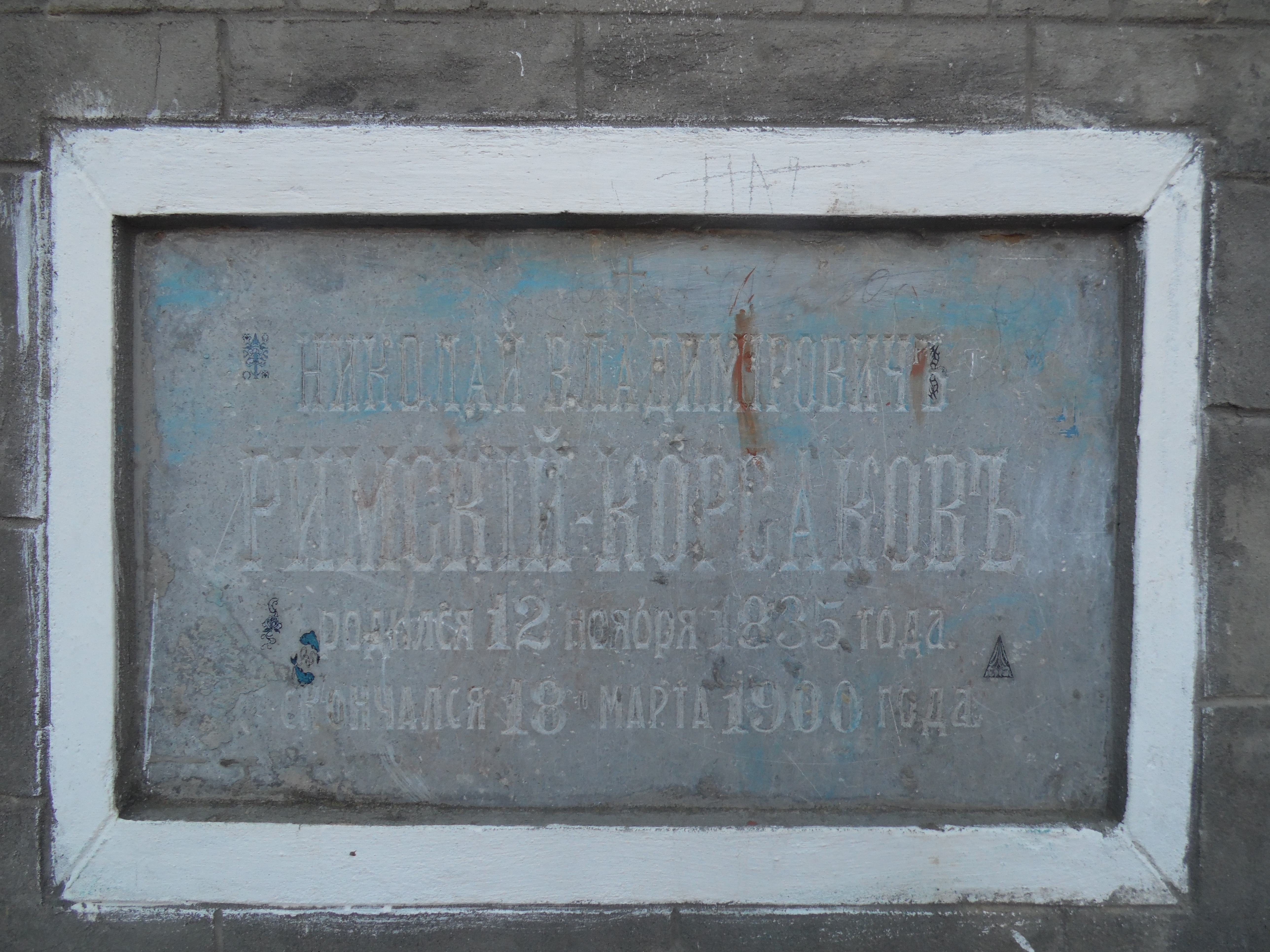
Меморіальна дошка Римському-Корсакову, розміщена на фасаді маєтку.
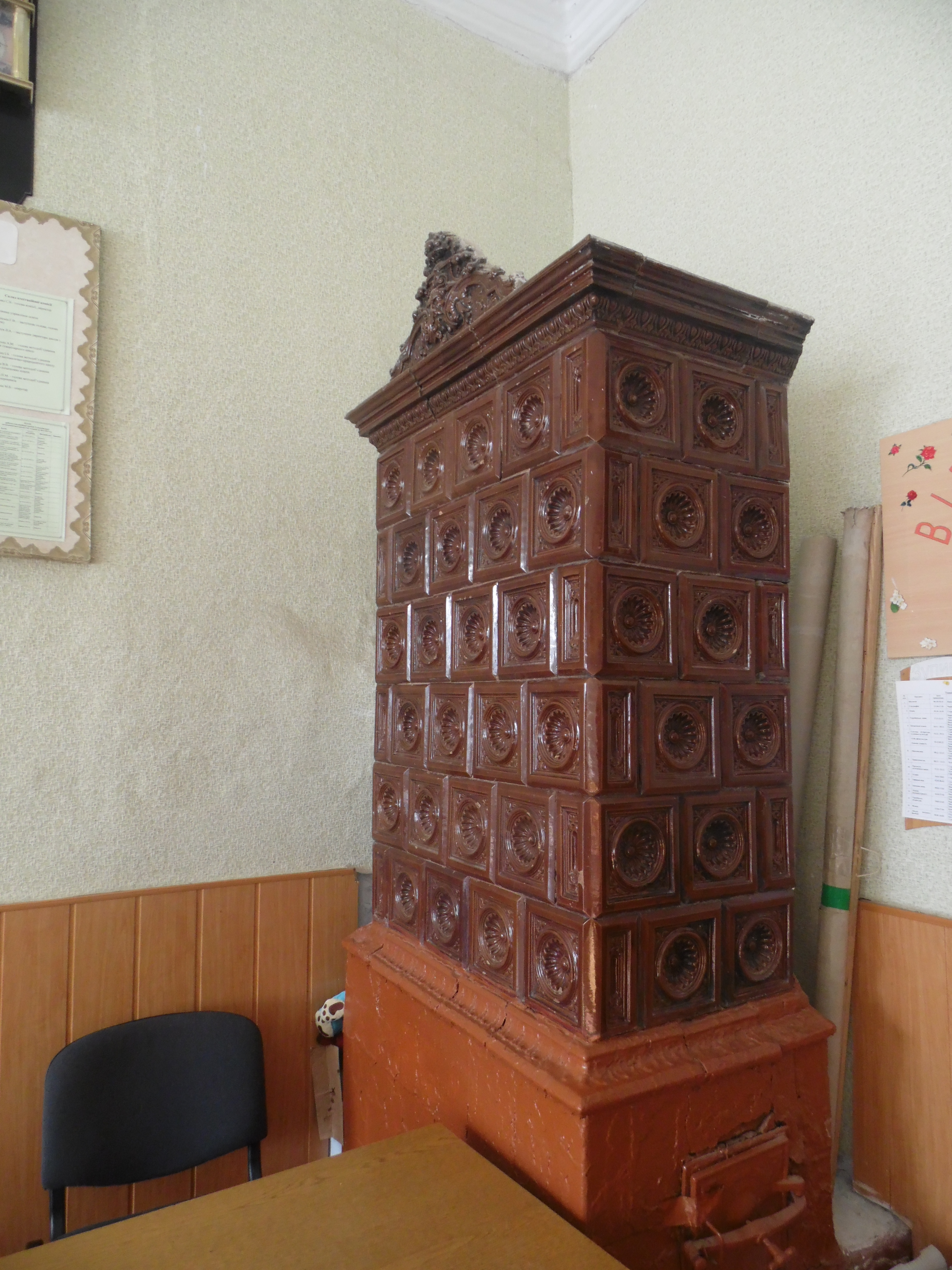
Залишки грубки у маєтку.
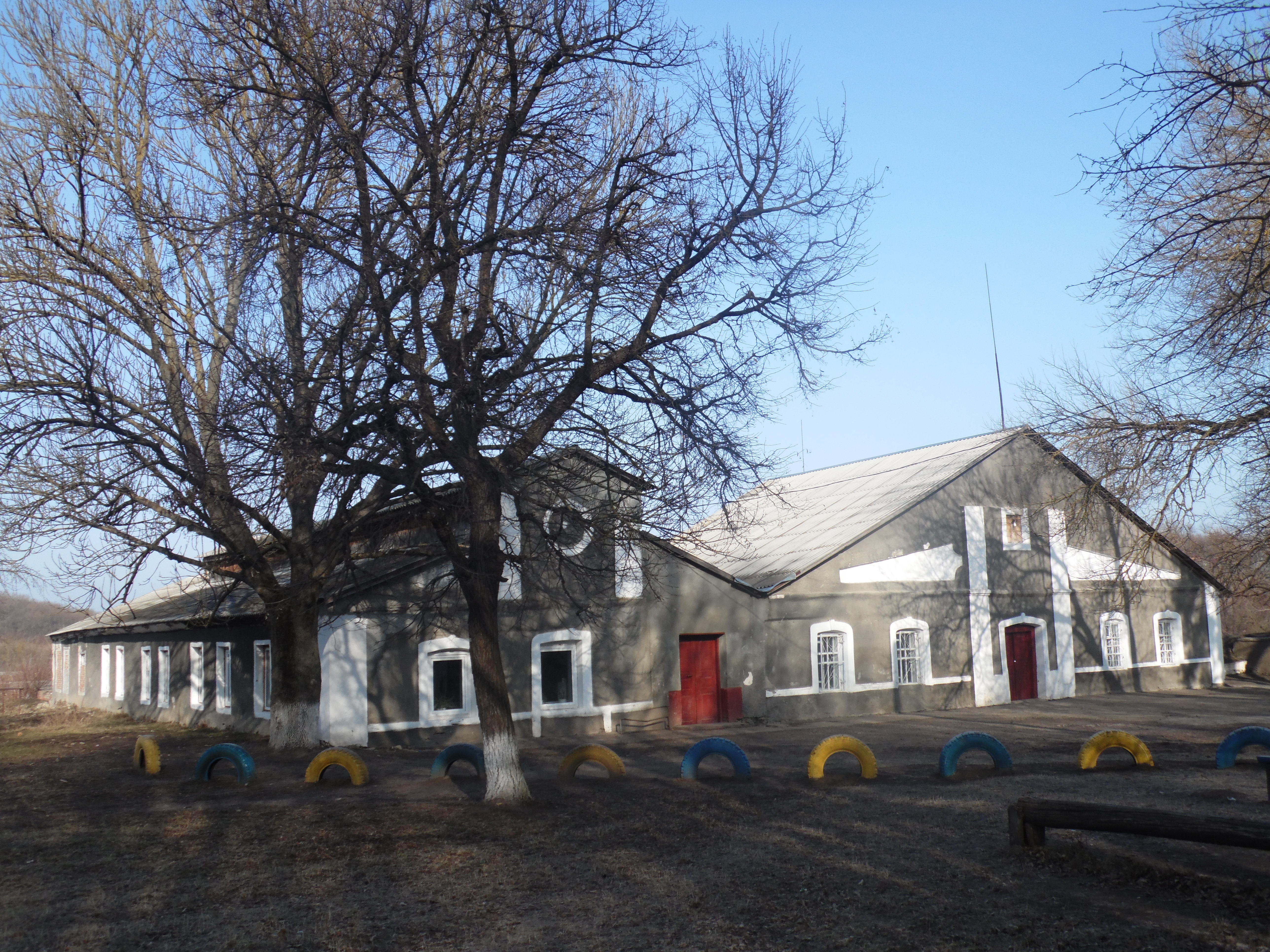
Конюшні поблизу панського маєтку.
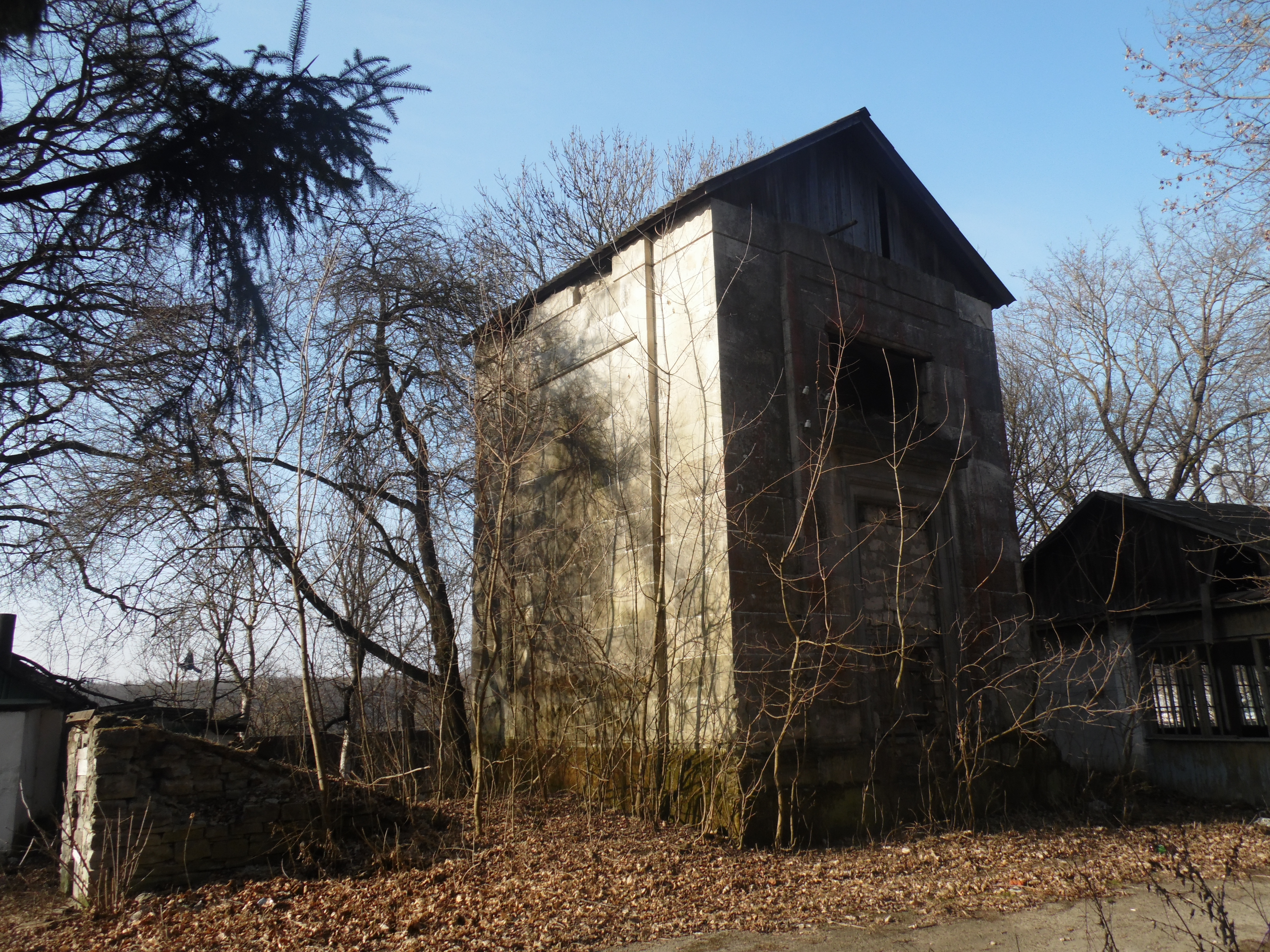
Часовня, почивальня поміщиків, поблизу маєтку. Була складовою загального архітектурного комплексу.
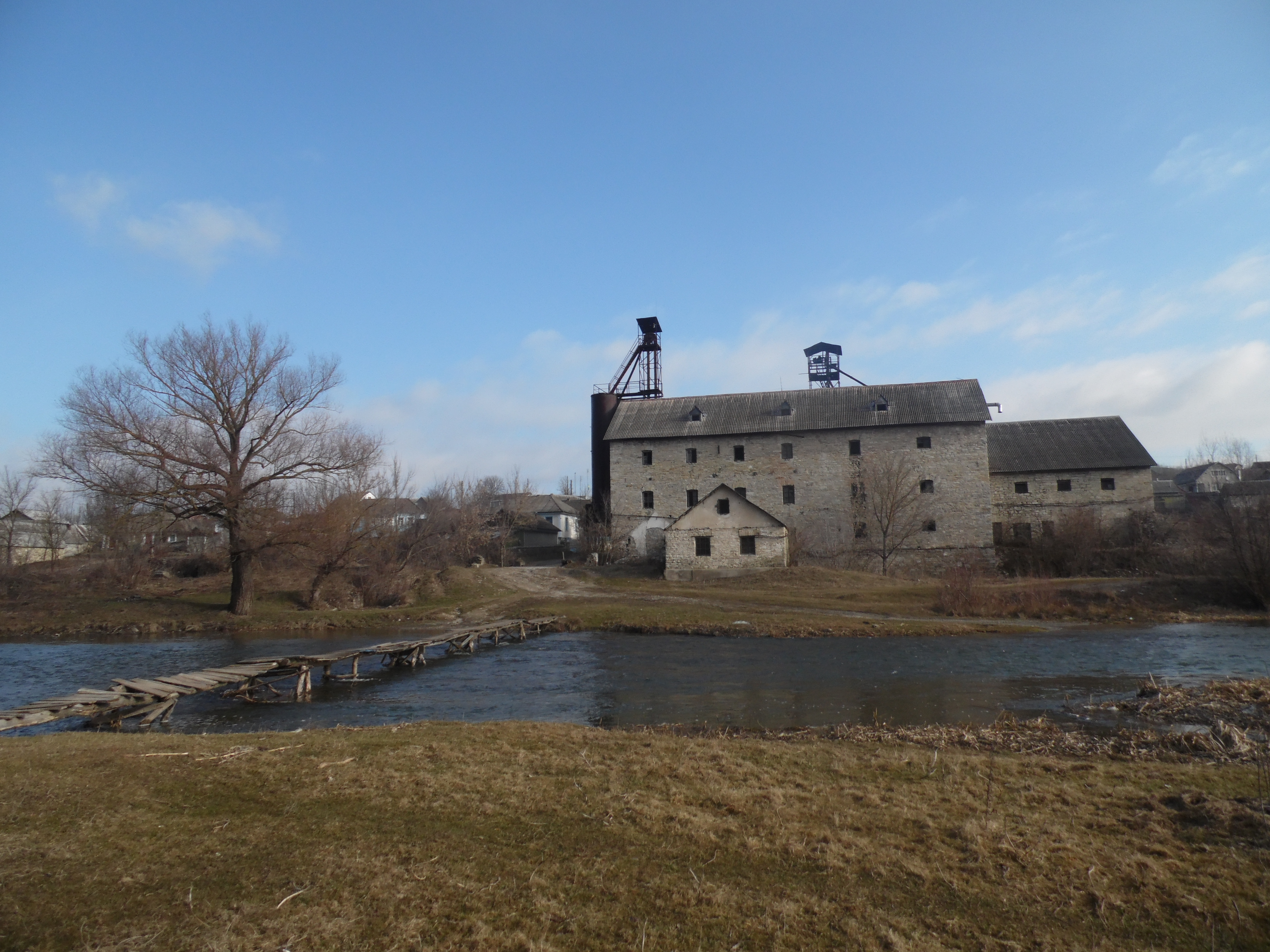
Млин у селі Цівківці, на будинку млина є позначка 1907 року про рівень річки під час повені.
Пам'ятний знак червоноармійцям.
Пам'ятний знак Німецько-радянській війні.
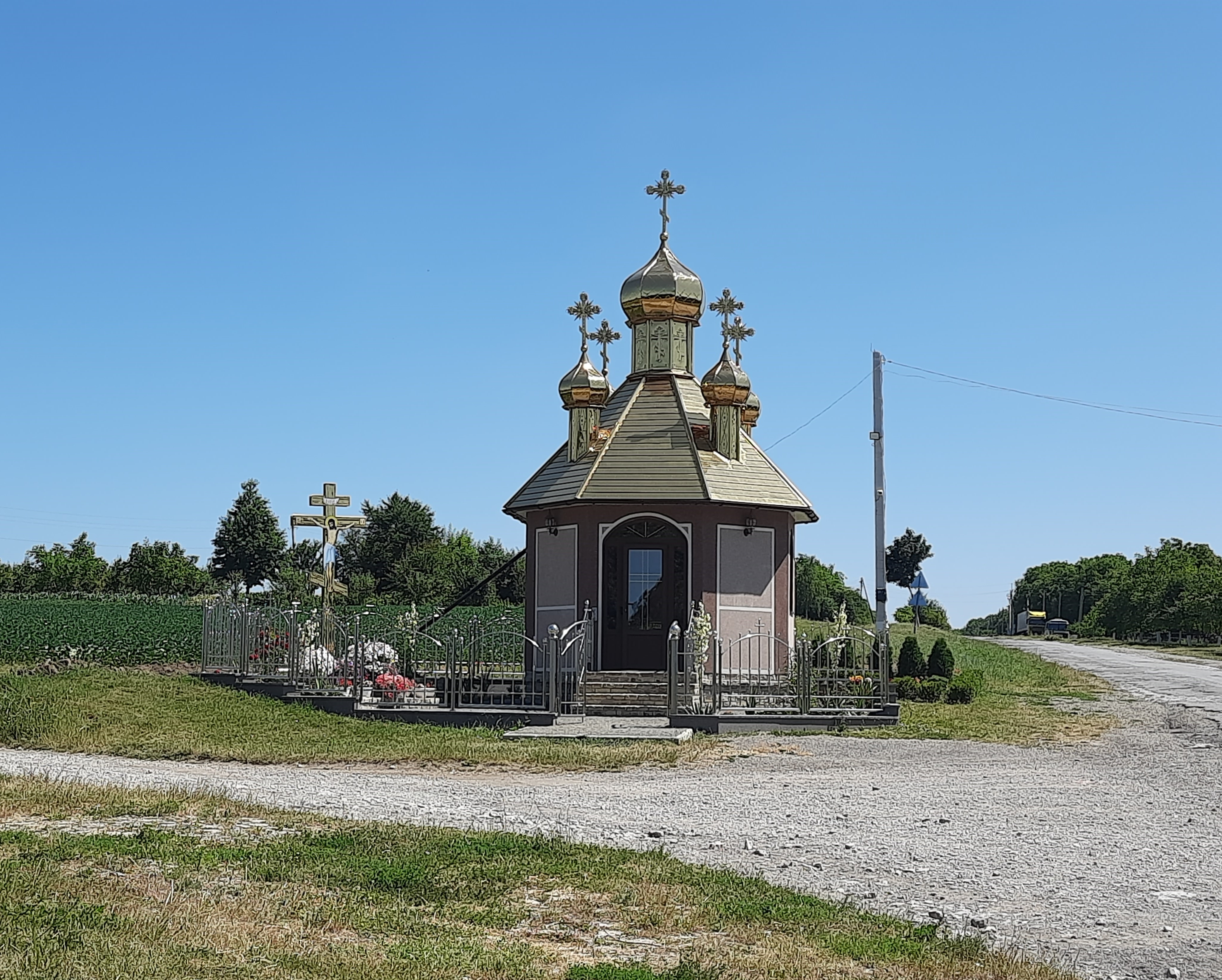
Каплиця
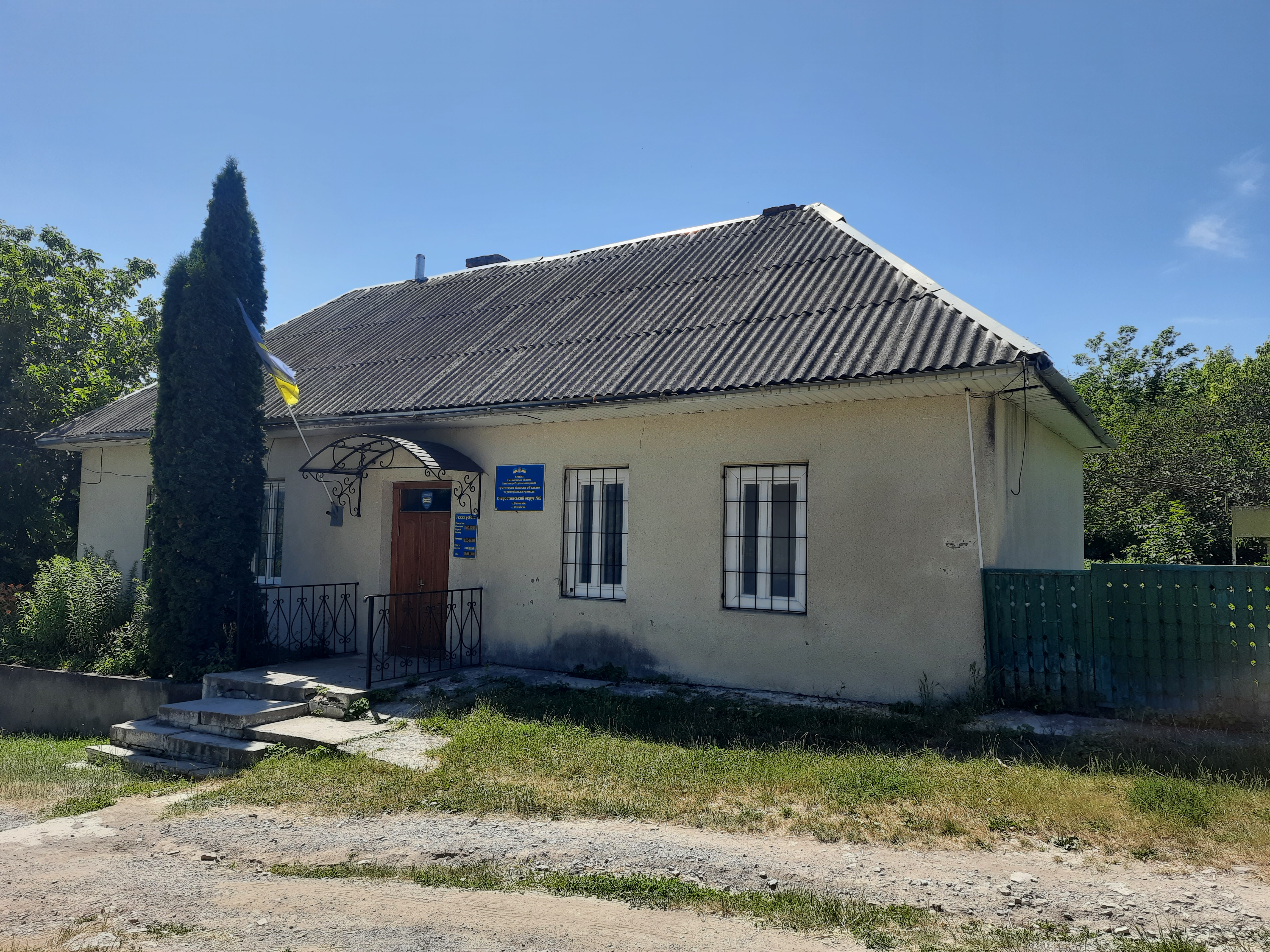
Старостат